# Aghasi Mammadov
Aghasi Mammadov (n. 1 iunie 1980, Bakı, Republica Sovietică Socialistă Azerbaidjană) este un boxer ce a reprezentat Turcia și Azerbaidjan, medaliat olimpic. A participat la 2 ediții ale Jocurilor Olimpice (2000, 2004) în care a câștigat o medalie de bronz.